# Внимание
Вниманието е съсредоточеност на съзнанието върху определен обект. Да внимаваме, означава в известен смисъл да се затворим за външния свят, за да се насочим към това, което ни интересува. Опитите с котки позволяват да бъде доказано ставащото на неврофизиологично ниво. Най-напред на животното се пускат кратки звуци (почукване), като се регистрира нервният импулс в ухото му. След това му се показва мишка: възприемането на почукванията отслабва. Интересът на котката към мишката, който води до съсредоточаване на вниманието върху нея, ограничава слуховия потенциал на котката. Веднага щом мишката бъде отстранена, отчитаните потенциали на нервните импулси отново се нормализират. Следователно имало е относително и временно задържане на нервното дразнене, като висшите структури (мозъчната кора) действат пряко на нисшите. Схематично вниманието може да бъде разграничено в две големи категории: волево внимание, което зависи от индивида и неговата мотивация, и неволево внимание, привличано от външната среда вследствие на особената организация на перцептивното поле, в което се откроява определен предмет. Всички усилия на рекламата са насочени към привличане вниманието на публиката чрез подреждане на перцептивното поле, а след това – към поддържане на вниманието будно и към задълбочаване на интереса. Поради тези практически следствия проблемът за вниманието е предмет на значителни изследвания във военните и промишлените лаборатории по експериментална психология. Концентрацията на вниманието бързо спада при еднообразни трудови задачи. След двадесетата минута се появяват умора и грешки и работещият трябва да бъде заместен. Възможно е способността за концентрация на вниманието на субекта да бъде оценена с помощта на тестове. Най-елементарният се състои в зачертаване (бараж) на определени букви (например всички букви а) в текст и отчитане на грешките и бързината на изпълнение.